# Mietvilla Carl August Böhmer
Die Mietvilla Carl August Böhmer liegt im Stadtteil Niederlößnitz des sächsischen Radebeul, in der Rennerbergstraße 7. Das Wohngebäude stand bereits zu DDR-Zeiten seit mindestens 1979 als Denkmal der Architektur unter Denkmalschutz.

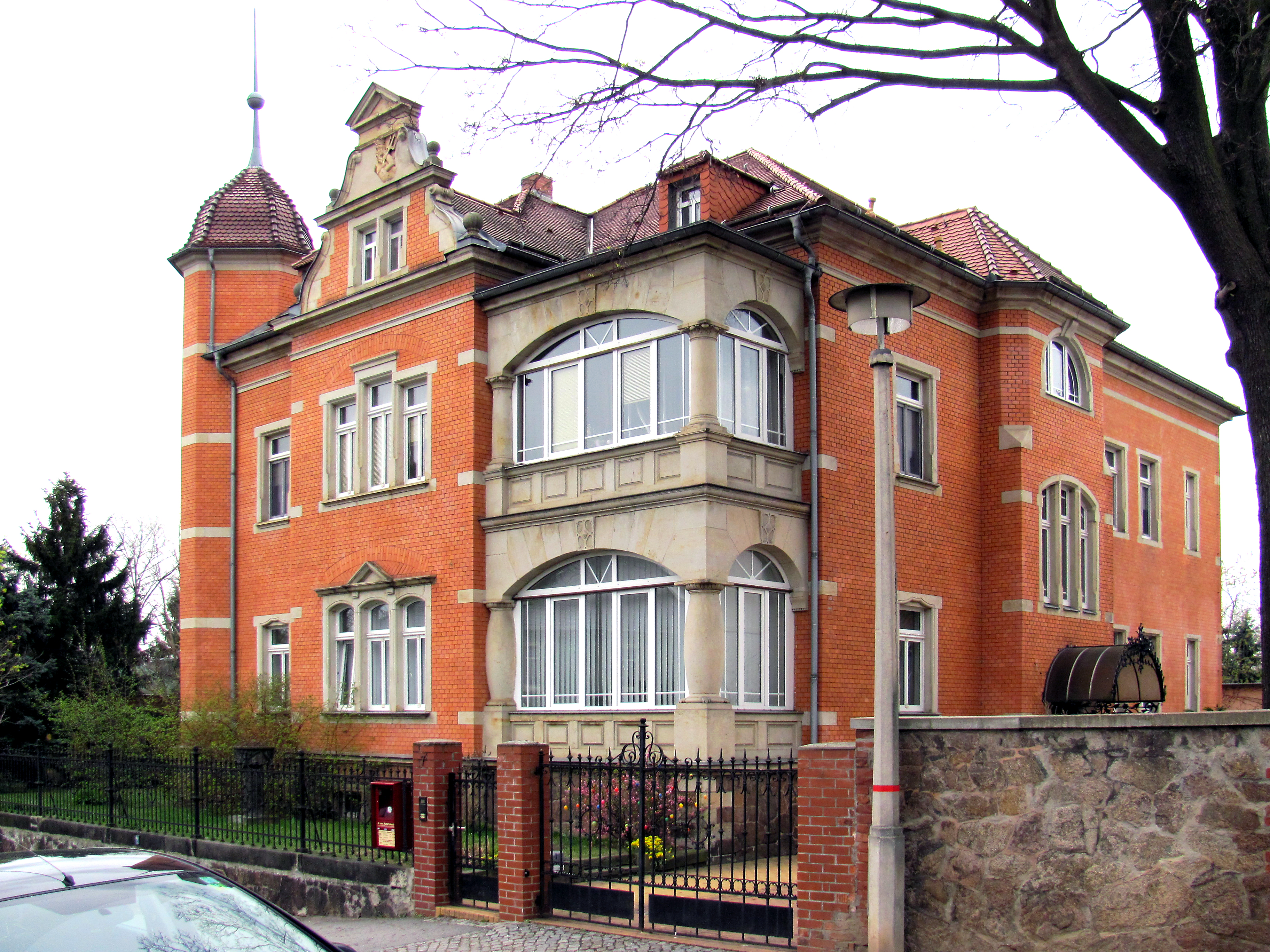
Mietvilla Carl August Böhmer

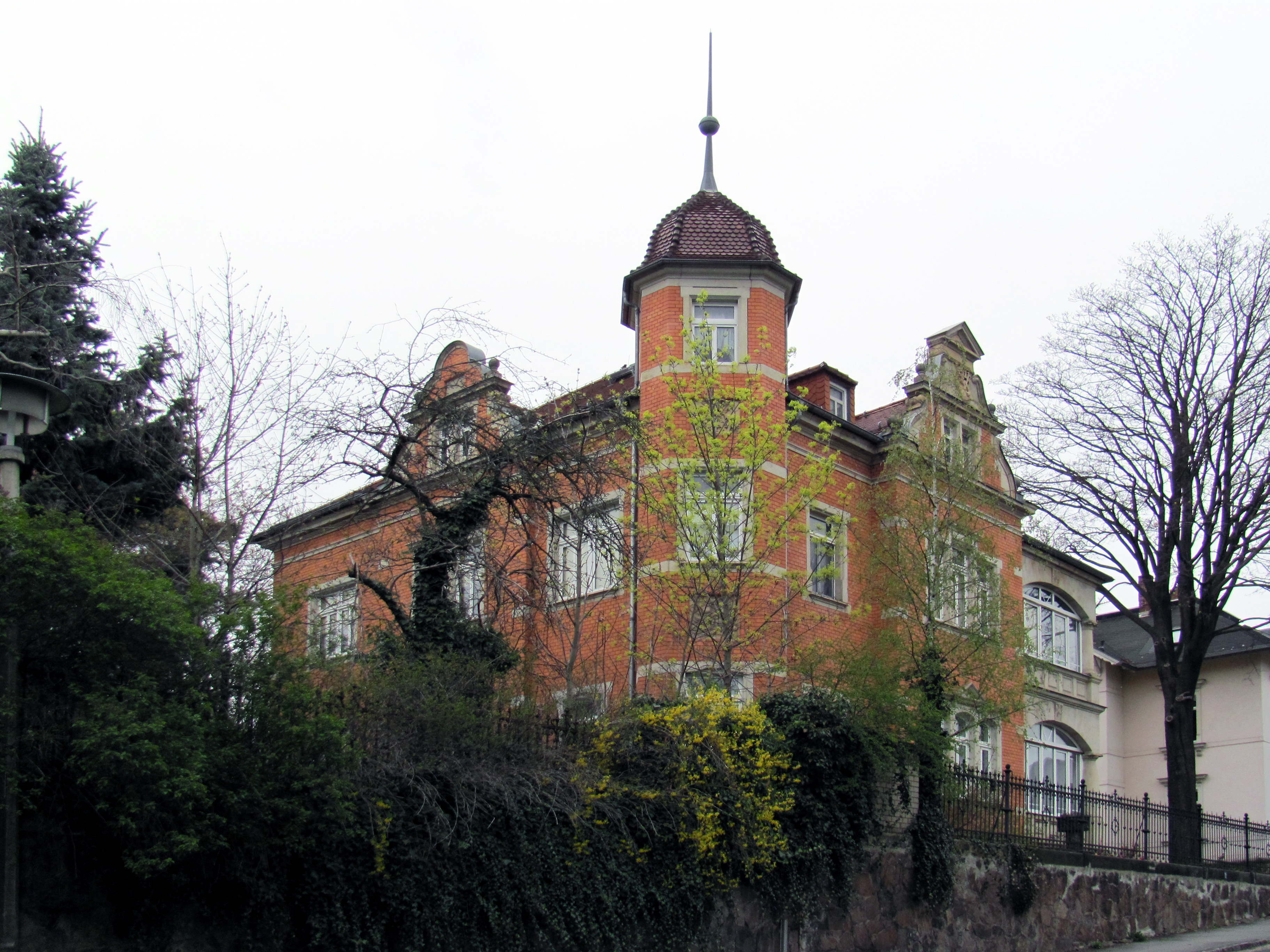
Rennerbergstraße 7, Gartenseite oberhalb der dort steil ansteigenden Straße

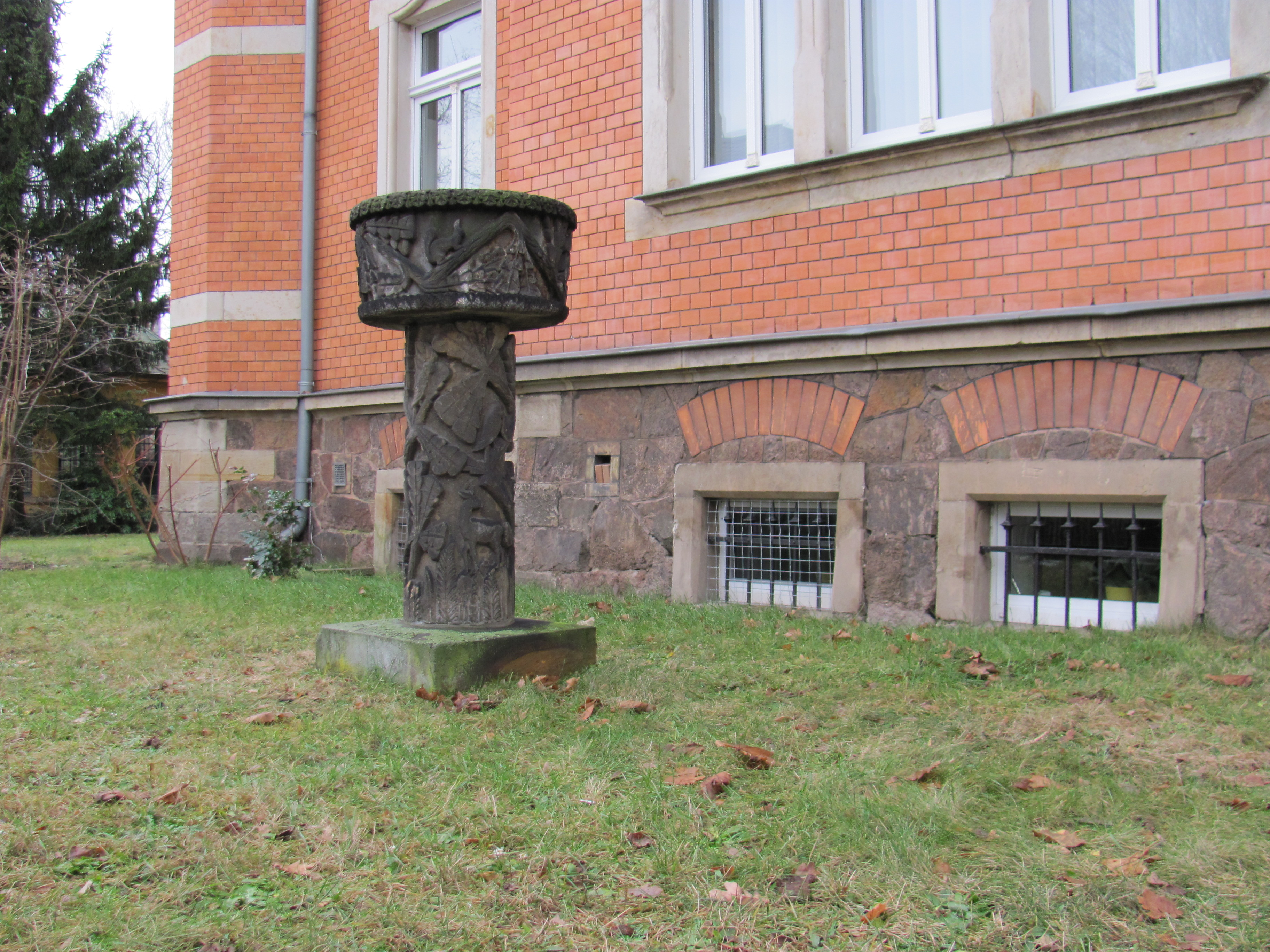
Rennerbergstraße 7: Wasserschale

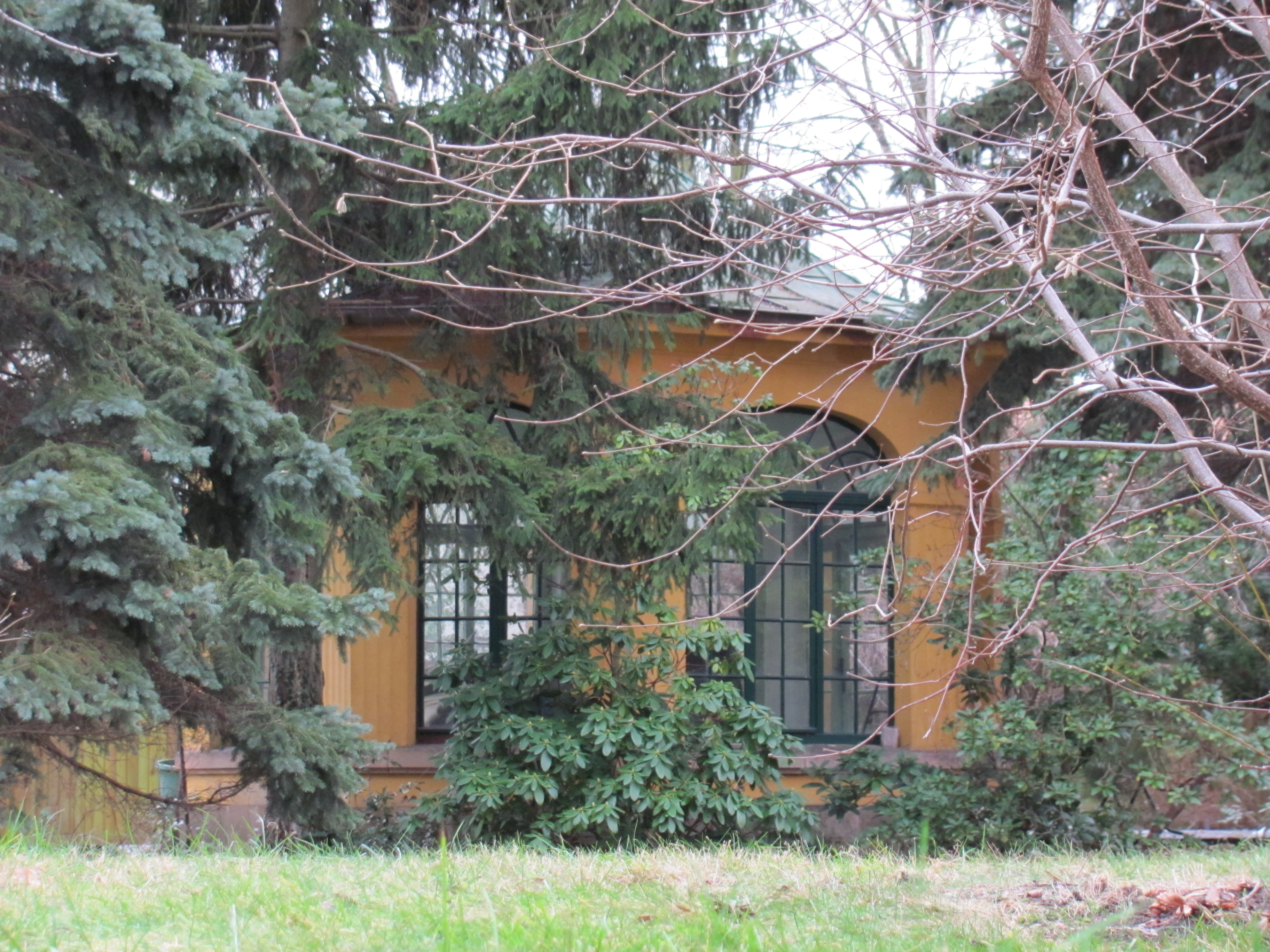
Gartenpavillon Rennerbergstraße 7 im teilweise erhaltenen Villengarten

## Beschreibung
Die mitsamt Toreinfahrt und Einfriedung denkmalgeschützte Mietvilla ist ein zweigeschossiges Wohnhaus. Sie hat einen asymmetrischen Grundriss auf einem Bruchsteinsockel sowie ein ziegelgedecktes Walmdach, das zu Wohnzwecken ausgebaut ist. Die Mietvilla ist eines der wenigen Radebeuler Gebäude mit Verblendziegelfassaden. Der Backsteinbau ist als deutsche Frührenaissance stilisiert.
In der Straßenansicht steht etwa mittig ein Risalit mit einem Volutengiebel, dessen obere Hälfte aus Sandstein geformt wurde. Rechts des Risalits steht vor der Rücklage eine zweigeschossige, verglaste Loggia in Sandstein. Auf der linken Gebäudekante mit Blick zur Elbe hin steht ein polygonaler, dreigeschossiger Eckturm mit einer geschweiften Haube mit Kugel und Spitze.
In der linken Seitenansicht nach Süden und damit zum Garten hin steht ebenfalls ein Risalit mit Volutengiebel. In der hinten im Grundstück nach Südwesten liegenden Ecke findet sich ein nachträglich angesetzter Treppenhausvorbau. In der nach Norden zeigenden rechten Seitenansicht steht ein zweigeschossiger Treppenhausrisalit mit dem überdachten Hauseingang.
Die Fassade wird durch sandsteinerne Gesimse, Bänder und einzelne Quaderungen gegliedert und verziert. Die Fenster sind von Sandsteinelementen eingefasst, die teilweise Verdachungen oder Vorhangbogenmotive haben. Wenige der Fenster sind nicht rechteckig, sondern stichbogig ausgebildet. Die Fenster in den Risaliten sind zu Drillingsfenstern zusammengefasst.
Links im nach Süden reichenden Garten, der einschließlich Teich und Grotte als Werk der Gartengestaltung gilt, steht der achteckige Pavillon mit Zeltdach und großen korbbogigen Fenstern. Er war bis zur Denkmalliste 2012 als Einzeldenkmal mit der Adresse Rennerbergstraße 5 aufgeführt (Lage). Inzwischen ist er bei der Nr. 7 eingeordnet.
Die Einfriedung des Doppelgrundstücks besteht aus einem Lanzettzaun, der auf Sandstein-Werksteinen steht, die wiederum eine Bruchsteinmauer abdecken. Das schmiedeeiserne, zweiflügelige Einfahrtstor sowie das danebenliegende Personentor stehen zwischen gemauerten Backsteinpfeilern.

## Geschichte
Der Privatier Carl August Böhmer beantragte im Mai 1901, nach einem Entwurf der Gebrüder Große von diesen eine Villa errichten lassen zu dürfen. Die Genehmigung erging im Juni, und bereits im Dezember des Jahres erfolgte die Bauvollendungsanzeige an die Behörden.
Im Garten wurde 1926 nach einem Entwurf des Dresdner Architekten Georg Weber (* 1888) ein achteckiger Gartenpavillon errichtet. 1939 erhielt der Radebeuler Architekt Albert Patitz den Auftrag, ein Treppenhaus an das Wohnhaus anzubauen.
Laut Adressbuch von 1922/23 gehörte das Haus dem Konditor, Gewerbefachschuldirektor und Sachbuchautor Erich Weber (1885–1961), ebenso 1939, während 1939 das Erdgeschoss durch den Fabrikbesitzer Karl Thoenes bewohnt wurde.